# Castel San Pietro
Castel San Pietro est une commune suisse du canton du Tessin, située dans le district de Mendrisio.

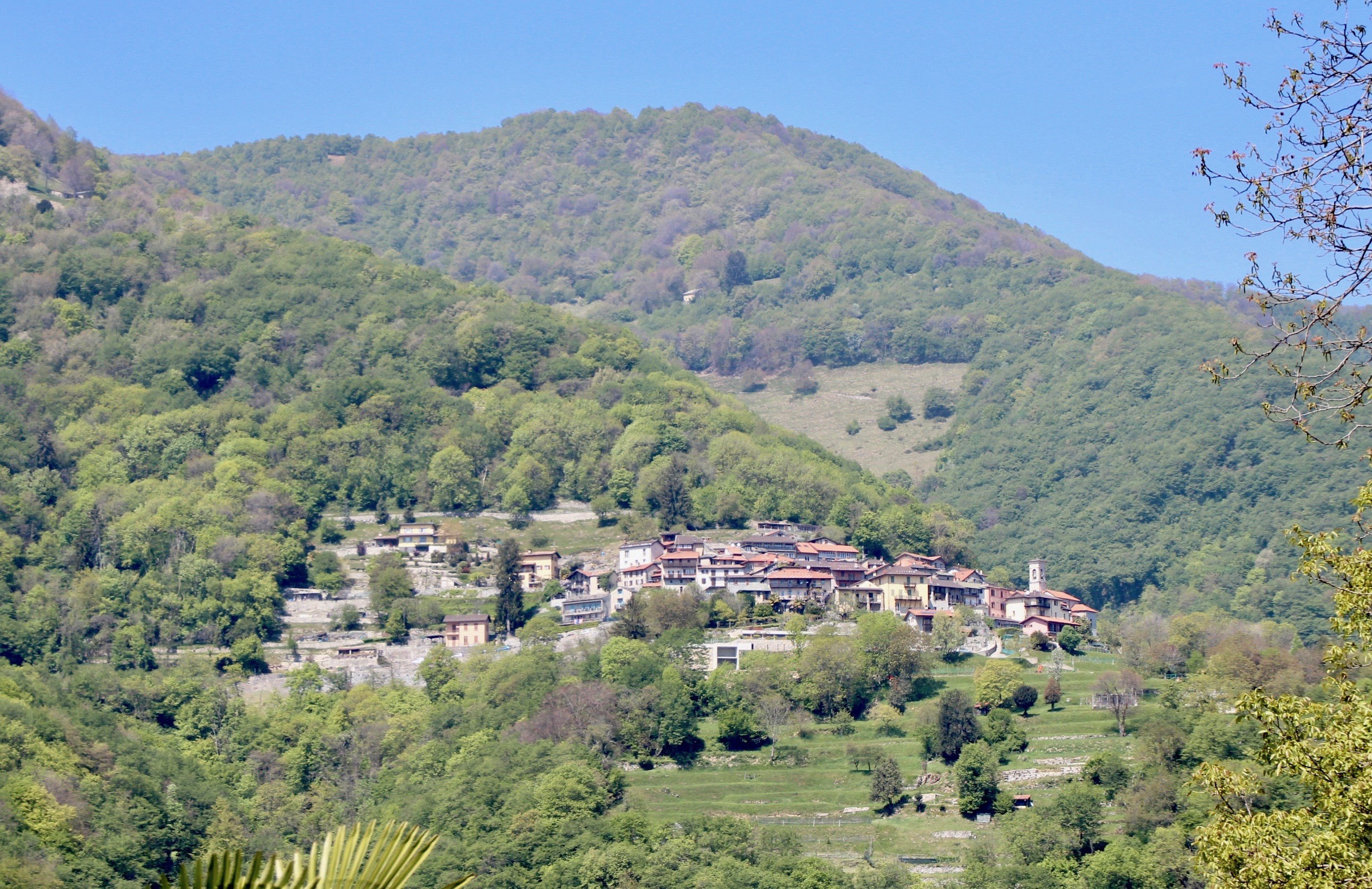
Photo d'ensemble.
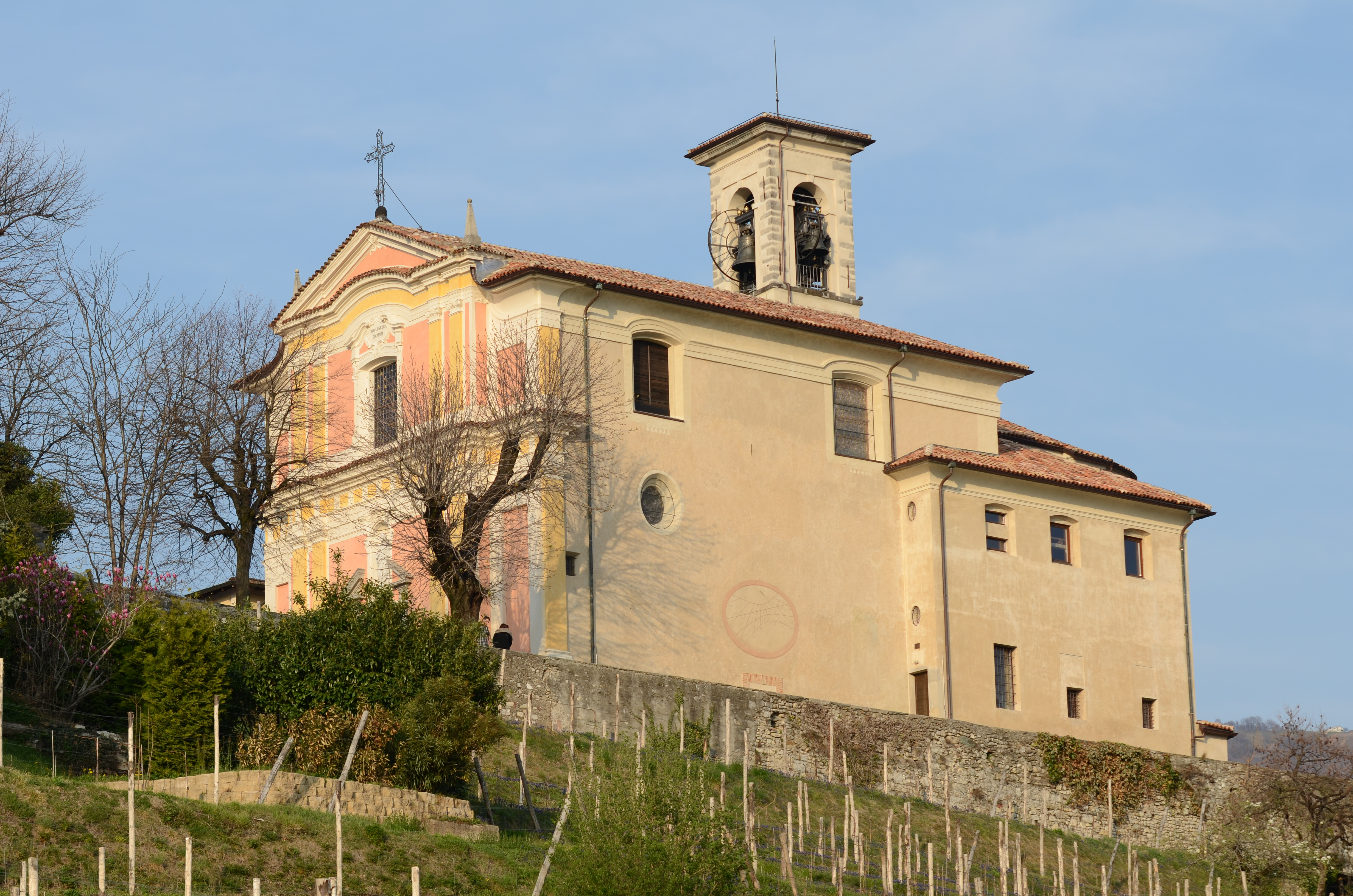
L'église Saint-Eusèbe (Sant'Eusebio).

## Voir également

### Article lié
- Gorges de la Breggia